# 二出川延明
二出川 延明（にでがわ のぶあき、1901年8月31日 - 1989年10月16日）は、日本のプロ野球選手（外野手）・審判員、野球解説者、実業家、京阪電気鉄道OB。兵庫県出身。「俺がルールブックだ」の名言で知られる。

## 来歴・人物
明治大学では東京六大学リーグの前身、五大学リーグも含めて62試合出場し、230打数51安打、打率.222。この当時、リーグ戦でも学生同士が審判をしており、技術は未熟であった。これに不満を抱いた二出川は審判制度の確立が必要であると考え、野球ルールの習得に努めた。天知俊一の回想によると、二出川は天知ら後輩に対して毎朝ルールの難問を10問ばかり書き残し「きょうの練習までに解いておけ」と宿題にしていたという。また、当時の二出川は節制と勉学に努める「模範選手」であったが、ヘビを懐に入れていて、ヘビ嫌いの選手の頬にヘビを付けて悦に入るという「悪癖」があったという。
1925年に明大を卒業すると京阪電気鉄道に入社し、大阪のクラブチーム「全大阪」や、京阪電気鉄道野球部でプレーする。1929年に京阪電気鉄道を退社し、和歌山の海草中学（現・和歌山県立向陽高等学校）の監督となり、その年の夏の甲子園大会に初出場。決勝まで進出するも、準優勝となる。その年で海草中学の監督は退任し、後任には大学で同期の谷澤梅雄を推薦した。
1934年に日米野球の全日本選抜メンバーに選出。日米野球終了後、創立間もない大日本東京野球倶楽部（翌年より東京巨人軍）に参加し、初代背番号1を背負った。1935年のアメリカ遠征では巨人の副将（助監督）としてチームをまとめている。もっとも巨人の選手としての経歴は足かけ2年のみで、1936年には再び創立して間もない名古屋金鯱軍へ選手兼任監督として移籍している（同時に巨人から金鯱に移籍した江口行男と共に、日本プロ野球史上初となる移籍とされている）。
しかし同時期、日本職業野球連盟（後の日本野球連盟 - 同名のアマチュア野球組織とは関係無い）が結成されると7月に選手を引退し、審判に転身した。1950年、2リーグ分立に伴いパシフィック・リーグの審判となり1960年に横沢三郎の後を受け第2代審判部長に就任。1963年同部長を引退し、プロ野球界を去った（なお、この年はフジテレビのプロ野球中継に解説者として出演したことがあった）。1970年、競技者表彰として野球殿堂入り。審判退任後に複数の審判の実名を挙げ巨人びいきをしているものがいると発言し物議をかもした事がある。水原茂の項目にあるとおり二出川自身は1958年の日本シリーズで結果的に巨人優勝の流れを止める判定を行っている。1989年10月16日に肺炎のために死去した。88歳没。
娘に宝塚歌劇団出身の元女優・高千穂ひづるがいる。高千穂は「月光仮面」で一世を風靡した俳優大瀬康一と1964年に結婚したが、二出川たっての懇願でまもなく芸能活動から遠のき夫婦ともに完全引退。このときより既に起業していた二出川の事業を二人で手伝い、二出川の没後は二人が主力となり社業を守っていた。

## エピソード

### 「俺がルールブックだ」

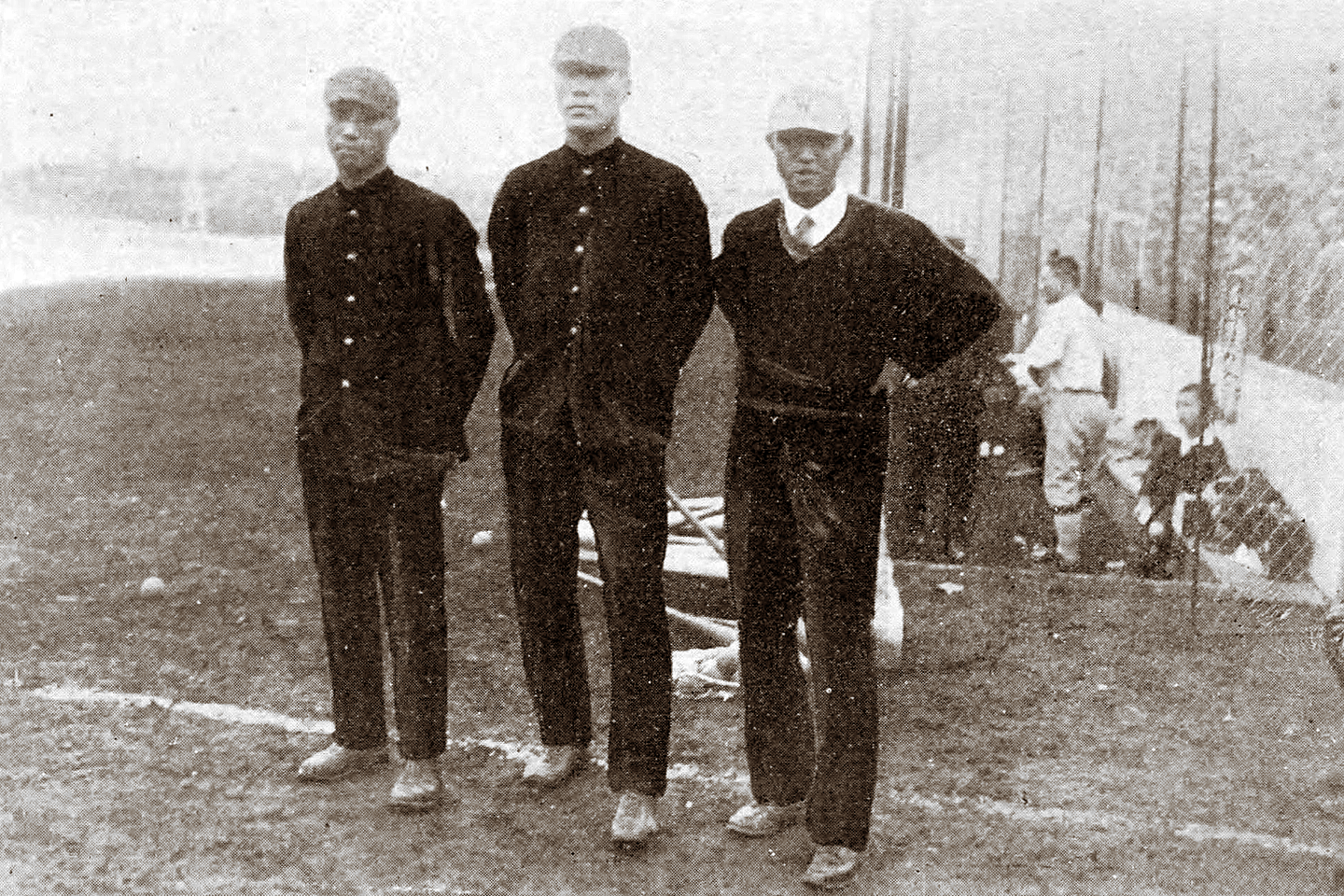
早慶戦復活時の明大審判団
（右から岡田源三郎・湯浅禎夫・二出川延明）

二出川の有名な語録として「俺がルールブックだ」がある。「私がルールブックだ」としているものもある。
1959年7月19日、毎日大映オリオンズ対西鉄ライオンズの第15回戦、8回裏大毎の攻撃で、二塁の中根之塁審がクロスプレーに対して「セーフ」のジャッジを下した。これに対して西鉄・三原脩監督が抗議したが、中根塁審はこれを拒み、「走者の足と送球が同時だったのでセーフだ」と付け加えた。三原監督は「どこにそんなルールがあるのか」と食い下がり、「同時はアウトではないのか」と聞いたところ、中根塁審は「同時はセーフとルールにも書いてある」と答えた。三原監督はその場を離れ、審判控え室に顔を出し、二出川に対し、同様の抗議を行った。二出川は中根塁審と同様の説明を行ったが三原監督は納得せず、「ルールブックを見せてくれ」と言った。これに対して二出川が「俺がルールブックだ」と告げ、抗議を退けた。
実はこの日に限って、二出川はいつも持っているルールブックを自宅に忘れていた。その日に「ルールブックを見せてくれ」と三原に詰め寄られたための、苦しまぎれの発言だった。
しかし、二出川と一緒に審判控え室にいた道仏訓の証言では、ルールブックを手にしていた道仏に三原が「そのルールブックを開いて、見てくれ」と言ったので、二出川が怒って「オレがいうんだから間違いない。早く行け!」と怒鳴り、この「オレがいうんだから間違いない」という言葉が、いつのまにかマスコミに喧伝されて、「俺がルールブックだ」という言葉になったのが真相と話している。この日、審判控え室にいたのは、二出川と道仏と小島多慶男の三人だけで、小島も「あれはそのままに、そっとしておこうよ」と道仏に話していたという。「小さい窓越しの三原と二出川のやりとりは、終始小島氏と私で聞いていた。試合後の談話に尾ひれがついて、新聞記者の誰かは知らないが、あの名文句をひねったと思う」と道仏は話している。ただ、二出川本人によれば「俺がルールブックだ」と言ったという。
なお、公認野球規則ではアウトになる場合の定義として「走者が塁に触れる前に野手が塁に触れる」とあるので、論理的には同時の場合はセーフになる。したがって、二出川や中根の判断に誤りはなかったことになるが、当時の野球関係者の一部に「同時はアウト」という誤った知識が流布しており、三原もそれを信じていた故のエピソードともいえる。

### 「気持ちが入ってないからボールだ」
1956年の南海ホークスの試合で、皆川睦雄が3-0からカウントをとるためにど真ん中に軽く投げ込んだ直球をボールと判定した。ボールは明らかにストライクゾーンを通過しており、当然、捕手の野村克也および皆川が猛抗議したが、二出川は「気持ちが入ってないからボールだ」と一喝した。野村はこの滅茶苦茶な理由に憤慨し、後の書籍でもこの件に度々触れて不快感を露わにしている。逆に皆川はこれに感銘を受け、以後、一球たりとも手を抜かないよう心がけるようになった。なお稲尾和久も同じようにど真ん中のストライクをボールと判定されたエピソードがある。当然ながら稲尾が抗議したところ、二出川は「新人の君に教えといてやる。プロの投手にとってど真ん中はボールなんだ」と答えたとされる。ただし、これらの件は明らかな越権行為であり、当時の時代背景の中で許されただけの話である。

### 「写真が間違っている」
1リーグ制時代、中日球場で行われたゲームで球審を務めた二出川は、ホームでのクロスプレーでアウトの宣告を下したが、攻撃側から「ノータッチだ」との抗議がなされた。しかし二出川は頑としてこれをはねつけた。翌日の新聞に、クロスプレーの写真が掲載され、キャッチャーがランナーにタッチしていないことが明確にされ、鈴木龍二セントラル・リーグ会長がこれを重く見て、二出川を呼び出したところ、鈴木と二出川で頓智を始め、二出川は新聞の写真を一瞥し、「会長、これは写真が間違っているんです」と冗談で言った。

### 日本プロ野球史上初の「退場!」
戦前のプロ野球で退場宣告を受けたのはわずか4人しかいないが、その第1号が苅田久徳（東京セネタース）である。苅田は名二塁手として有名であったが、1936年11月20日の対大阪タイガース戦でクロスプレーのジャッジに激高し、塁審の二出川を突き飛ばした。二出川は迷うことなく「着席！」のコール（当時は「退場」ではなく「着席」とコールしていた）。プロ野球はその年の春に始まったばかりであり、観客のみならず選手たちも一瞬呆気に取られたと言う（ただし、このシーンには「胸を突き飛ばされた二出川が苅田に対して「無礼者！」と怒鳴ったのに対して苅田が自主的にグラウンドを後にした」との説もあるが、公的な記録における退場第1号が苅田であることには変わりはない）。苅田は後年パ・リーグ審判員となり、二出川と同僚となった。

### 日本プロ野球史上初のボールカウント間違い
1リーグ時代下の1936年10月24日の大阪タイガース対大東京軍戦（宝塚球場）において、5回二死満塁の場面で、大東京の打者は漆原進、大阪の投手藤村富美男で、2ストライク2ボールとした後の藤村の投球を二出川はボールと判定、これを漆原がカウントを間違えて四球として一塁に歩き出し、審判や両軍の選手なども気づかないまま、走者もそれぞれ歩き出し、三塁ランナ－水谷則一も本塁に生還する、がここでボールカウントの間違いに気付き、漆原を打席に戻したものの、インプレー中だった為、走者を戻す事が出来ず3走者の進塁が認められる事となり、水谷の得点が認められ、漆原の打席はやり直しとなり三振に倒れている。
問題となったのは、3人の走者の進塁をどう記録するかで、公式記録員はやむなく「三重盗による3盗塁」とし、二出川は日本プロ野球史上初のボールカウントを間違えた審判となり、またこの時の三重盗が日本プロ野球初の三重盗となっており、この試合では、大阪が13盗塁で1試合での盗塁のチーム日本プロ野球記録、大東京の5盗塁と合わせての18盗塁は1試合の盗塁の合計の日本プロ野球記録となった。スコアは7対4で大阪が勝利している。

## 詳細情報

### 年度別打撃成績
- 一軍公式戦出場なし

### 表彰
- 野球殿堂競技者表彰（1970年）
- パ・リーグ特別表彰（功労賞：1954年）

### 背番号
- 17（1934年、日米野球時）
- 1（1935年）
- 21（1936年）